# 贺裳
贺裳（？—？），字黃公，號檗齋，別號白鳳詞人。丹阳人。
生卒年不詳。明末入太学，崇禎二年加入復社。入清為諸生。工於詞，長於批评，“於詩有深得，而又能詳讀宋人之詩，持論至當。”吴乔推崇贺裳與冯班，称贺的《载酒园诗话》、冯的《钝吟杂录》与自著《围炉诗话》为“谈诗三绝”，书中多引贺、冯之语。著有《载酒园诗话》三卷、《红牙词》、《史折》等。著有《载酒园诗话》、《皱水轩词筌》、《蜕疣集》。